# Campeonato Mundial de Motociclismo de Velocidad de 125cc
El Campeonato del Mundo de motociclismo de velocidad de 125cc, regulado por la Federación Internacional de Motociclismo, fue la máxima competición internacional de motociclismo de velocidad en la cilindrada de 125cc.
Se disputó entre los años 1949 y 2011, siendo sustituido por la categoría de Moto3.
El piloto que más veces ha ganado el campeonato en esta categoría ha sido el español Ángel Nieto, con 7 títulos.

## Palmarés
| Año     | Piloto               | Constructor |
| ------- | -------------------- | ----------- |
| 1949    | Nello Pagani         | Mondial     |
| 1950    | Bruno Ruffo          | Mondial     |
| 1951    | Carlo Ubbiali        | Mondial     |
| 1952    | Cecil Sandford       | MV Agusta   |
| 1953    | Werner Haas          | NSU         |
| 1954    | Rupert Hollaus       | NSU         |
| 1955    | Carlo Ubbiali        | MV Agusta   |
| 1956    | Carlo Ubbiali        | MV Agusta   |
| 1957    | Tarquinio Provini    | Mondial     |
| 1958    | Carlo Ubbiali        | MV Agusta   |
| 1959    | Carlo Ubbiali        | MV Agusta   |
| 1960    | Carlo Ubbiali        | MV Agusta   |
| 1961    | Tom Phillis          | Honda       |
| 1962    | Luigi Taveri         | Honda       |
| 1963    | Hugh Anderson        | Suzuki      |
| 1964    | Luigi Taveri         | Honda       |
| 1965    | Hugh Anderson        | Suzuki      |
| 1966    | Luigi Taveri         | Honda       |
| 1967    | Bill Ivy             | Yamaha      |
| 1968    | Phil Read            | Yamaha      |
| 1969    | Dave Simmonds        | Kawasaki    |
| 1970    | Dieter Braun         | Suzuki      |
| 1971    | Ángel Nieto          | Derbi       |
| 1972    | Ángel Nieto          | Derbi       |
| 1973    | Kent Andersson       | Yamaha      |
| 1974    | Kent Andersson       | Yamaha      |
| 1975    | Paolo Pileri         | Morbidelli  |
| 1976    | Pier Paolo Bianchi   | Morbidelli  |
| 1977    | Pier Paolo Bianchi   | Morbidelli  |
| 1978    | Eugenio Lazzarini    | MBA         |
| 1979    | Ángel Nieto          | Minarelli   |
| 1980    | Pier Paolo Bianchi   | MBA         |
| 1981    | Ángel Nieto          | Minarelli   |
| 1982    | Ángel Nieto          | Garelli     |
| 1983    | Ángel Nieto          | Garelli     |
| 1984    | Ángel Nieto          | Garelli     |
| 1985    | Fausto Gresini       | Honda       |
| 1986    | Luca Cadalora        | Garelli     |
| 1987    | Fausto Gresini       | Garelli     |
| 1988    | Jorge Martínez Aspar | Derbi       |
| 1989    | Àlex Crivillé        | JJ Cobas    |
| 1990    | Loris Capirossi      | Honda       |
| 1991    | Loris Capirossi      | Honda       |
| 1992    | Alessandro Gramigni  | Aprilia     |
| 1993    | Dirk Raudies         | Honda       |
| 1994    | Kazuto Sakata        | Aprilia     |
| 1995    | Haruchika Aoki       | Honda       |
| 1996    | Haruchika Aoki       | Honda       |
| 1997    | Valentino Rossi      | Aprilia     |
| 1998    | Kazuto Sakata        | Honda       |
| 1999    | Emilio Alzamora      | Honda       |
| 2000    | Roberto Locatelli    | Aprilia     |
| 2001    | Manuel Poggiali      | Gilera      |
| 2002    | Arnaud Vincent       | Aprilia     |
| 2003    | Daniel Pedrosa       | Honda       |
| 2004    | Andrea Dovizioso     | Honda       |
| 2005    | Thomas Luthi         | Honda       |
| 2006    | Álvaro Bautista      | Aprilia     |
| 2007    | Gábor Talmácsi       | Aprilia     |
| 2008    | Mike Di Meglio       | Derbi       |
| 2009    | Julián Simón         | Aprilia     |
| 2010    | Marc Márquez         | Derbi       |
| 2011    | Nico Terol           | Aprilia     |
| Fuente: |                      |             |

### Campeonatos por piloto
| Piloto             | Campeonatos |
| ------------------ | ----------- |
| Ángel Nieto        | 7           |
| Carlo Ubbiali      | 6           |
| Luigi Taveri       | 3           |
| Pier Paolo Bianchi | 3           |
| Loris Capirossi    | 2           |
| Kent Andersson     | 2           |
| Hugh Anderson      | 2           |
| Haruchika Aoki     | 2           |
| Fausto Gresini     | 2           |
| Kazuto Sakata      | 2           |

### Campeonatos por país
| País          | Campeonatos |
| ------------- | ----------- |
| Italia        | 23          |
| España        | 15          |
| Japón         | 4           |
| Reino Unido   | 4           |
| Suiza         | 4           |
| Alemania      | 3           |
| Nueva Zelanda | 2           |
| Suecia        | 2           |
| Francia       | 2           |
| Australia     | 1           |
| Austria       | 1           |
| Hungría       | 1           |
| San Marino    | 1           |